# Свято-Миколаївський кафедральний собор (Алчевськ)
Свято-Миколаївський кафедральний собор — найстаріший храм міста Алчевськ та головний кафедральний собор. Належить до Луганської єпархії Української православної церкви Московського патріархату.
Собор розташований на початку селища Васильєвка поряд з центральним міським ринком. Храм споруджено приблизно на початку XIX століття.
Свято-Миколаївський собор, побудований за 90 років до появи металургійного заводу, в деякому сенсі може бути називаний містоутворюючим.

## Історія

### Спорудження
Існує кілька версій щодо дати спорудження храму від 1795-го до 1808 року. У 2000-х роках у Державному історичному архіві Санкт-Петербурга виявили документи, які підтверджують, що в 1808 році в селищі Василівка Слов'яносербського повіту був споруджений храм на честь Святителя Миколая.
Первісний вигляд храму мало був схожий на нинішній. На початку XIX століття це була невелика однопрестольна церковка. У 1899 році до основної будівлі прибудували бічні приділи: правий — на честь ікони Божої Матері «Всіх скорботних Радість», лівий — на честь Святого Пророка Божого Іллі. Храм став трьохпрестольний. За збереженими свідченнями, до 1910 року Свято-Миколаївська церква отримала вигляд і внутрішнє оздоблення максимально наближені до нинішніх. В історичних замітках збереглися згадки про досить великий прихрамовий комплекс, який містив у себе вдома для церковнослужителів та будівлі, де прихожанам і всім нужденним виявлялася благодійна допомога.
Після революції храм був закритий, розграбований і зруйнований, позбувся купола і дзвіниці. За свідченнями очевидців, в 30-ті роки в храмі розташовувався молокозавод. На початку Великої Вітчизняної війни, коли наші війська вели кровопролитні бої в районі Дебальцево, храм, як і більшість інших православних церков, які опинилися в прифронтовій смузі, став шпиталем.
Саме в роки війни, після майже 20-річної перерви, Свято-Миколаївська церква знову стала діючою. У 42-му році її відкрили окупували Алчевськ німці. А після закінчення війни радянська влада так і не посміла закрити храми, тим самим віддячивши Православну Церкву за її внесок у Перемогу. Однак церковного життя як і раніше виявлялося всіляке протидія. У радянські роки священнослужителі, охороняли свою паству від атеїстів. Церковні обряди і таїнства відбувалися в найсуворішому секреті. Записи про вінчання і хрестини не велися.
У 1989 році, після святкування 1000-ліття хрещення Русі, для храму настали більш сприятливі часи. У 1990 році придбані дзвони, які розмістили в тимчасовій дзвіниці. А через два роки з'явилися нова дзвіниця і нинішній купол храму. У 1993-му почалося будівництво недільної школи.
Сьогодні Свято-Миколаївський собор є центральним храмом всього Алчевського благочиння.
У період з 1996—2007 рр. прихід собору забезпечував діяльність духовного училища на базі 11 класів, надавало можливість отримати початкову духовну освіту для тих, хто вирішив присвятити своє життя церкві. За 10 років зі стін училища вийшло близько 80 молодих людей, які продовжили свою освіту в семінаріях Києва, Харкова, Одеси, Почаєва, Білгорода, духовних академіях і університетах Санкт-Петербурга і Москви.
У жовтні 2006 року на території храму були відкриті пастирські курси для дорослих, зацікавлених у своїй духовній освіті, які зараз переміщені в Духовно-просвітницький центр при Свято-Георгіївському храмі. За межами храму діє сестринство Святої Преподобної Єлизавети, що організує обіди для малозабезпечених. Ще одне сестринство створене при онкологічному диспансері. Сестри годують хворих, надають їм моральну та духовну підтримку, всіляко опікають. Стараннями і з ініціативи священнослужителів Свято-Миколаївського храму була побудована перша в області каплиця для ув'язнених — у виправно-трудовій колонії № 13.